# Орлешть
Орлешть, Орлешті (рум. Orlești) — село у повіті Вилча в Румунії. Адміністративний центр комуни Орлешть.
Село розташоване на відстані 152 км на захід від Бухареста, 36 км на південь від Римніку-Вилчі, 61 км на північний схід від Крайови, 144 км на південний захід від Брашова.

## Населення
За даними перепису населення 2002 року у селі проживали 1865 осіб. Рідною мовою 1863 особи (99,9%) назвали румунську.
Національний склад населення села:
| Національність | Кількість осіб | Відсоток |
| -------------- | -------------- | -------- |
| румуни         | 1859           | 99,7%    |
| цигани         | 6              | 0,3%     |